# Grupo Rede
A Rede Energia foi uma empresa controladora de nove distribuidoras de energia elétrica que operavam em vários estados brasileiros, e que teve como acionistas Jorge Queiroz e o BNDESPar.

## Empresas do grupo
O grupo controlava as seguintes empresas de distribuição e geração de energia:
- Centrais Elétricas do Pará (Celpa)[4]
- Centrais Elétricas Matogrossenses (Cemat)[5]
- Empresa Energética de Mato Grosso do Sul (Enersul)
- Companhia de Energia Elétrica do Estado do Tocantins (Celtins)[6]
- Companhia Nacional de Energia Elétrica (Nacional)[7]
- Empresa de Distribuição de Energia Vale Paranapanema (Vale Paranapanema), antiga Empresa de Eletricidade Vale Paranapanema (EEVP)[8]
- Caiuá Distribuição de Energia (Caiuá), antiga Caiuá Serviços de Eletricidade[9]
- Empresa Elétrica Bragantina (Bragantina)[10]
- Companhia Força e Luz do Oeste (Força e Luz do Oeste)[11]

## Problemas financeiros
No dia 11 de abril de 2014 o Grupo Energisa assumiu o controle das 8 distribuidoras do Grupo Rede que estavam sob intervenção da Aneel.